# Róbert Pillár
Róbert Pillár (Bártfa, 1991. május 27. –) szlovák labdarúgó, jelenleg a Mezőkövesd játékosa.

## Pályafutása

### Klubcsapatokban
Róbert Pillár az FK Senica akadémiáján nevelkedett, amelynek utánpótlásából 2010-ben került be az első számú csapat keretébe. A klubnál 2010 és 2017 között 140 szlovák élvonalbeli mérkőzésen lépett pályára, valamint 2013 és 2014-ben kölcsönben szerepelt az akkor cseh másodosztályú FC Hradec Králové, illetve a szintén szlovák élvonalbeli FC Nitra csapatainál. 2017 nyarán szerződtette őt a Mezőkövesdi SE csapata.

### A válogatottban
Pillár 2010 és 2012 között nyolc alkalommal lépett pályára a szlovák U21-es válogatott színeiben.

## Sikerei, díjai

### Klubcsapatokkal
FK Senica
- Szlovák labdarúgó-bajnokság ezüstérmes: 2010-11, 2012-13
- Szlovák labdarúgókupa döntős: 2014-15

 FC Hradec Králové
- Cseh másodosztályú labdarúgó-bajnokság ezüstérmes: 2013-14

 Mezőkövesd
- Magyar Kupa ezüstérmes: 2020